# 大煤炭
大煤炭樂隊（Conjunto Big Brasa），是来自巴西塞阿拉州福塔雷薩市的六人搖滾樂隊組合，已活躍了十多年。

## 成員
- 盧修斯（Lucius）
- 塞韋里諾（Severino）
- 約翰李伯樂（José Ribeiro）
- 阿達爾韋托（Adalberto）
- 埃德森（Edson）
- 盧易斯‧安東尼奧‧阿倫卡（Luís Antônio Alencar）